# Liparis fucensis
Liparis fucensis és una espècie de peix pertanyent a la família dels lipàrids.

## Descripció
- Fa 18 cm de llargària màxima.[6][7]

## Alimentació
Menja gambes i d'altres crustacis.

## Hàbitat
És un peix marí, demersal i de clima temperat que viu entre 225 i 388 m de fondària.

## Distribució geogràfica
Es troba al Pacífic oriental: els Estats Units (incloent-hi Alaska) i el Canadà.

## Observacions
És inofensiu per als humans.